# Sandvík
Sandvík [ˈsanvʊik] ist ein kleines färöisches Dorf im äußersten Norden an der Ostküste Suðuroys. Das Dorf, das Anfang 2015 genau 87 Einwohner zählte, ist der nördlichste Ort auf der Südinsel Suðuroy. Hierher führt ein 1,5 Kilometer langer Tunnel vom südlichen Nachbarort Hvalba.

## Name
Der Name Sandvík bedeutet Sandbucht und weist auf einen für die Färöer relativ seltenen Sandstrand hin. Der Namensbestandteil vík (Bucht) bringt es mit sich, dass ein Einwohner im Färöischen sandvíkingur (Aussprache [ˈsanvɪʃɪŋgʊɹ], pl. sandvíkingar) genannt wird, also Sandwikinger.

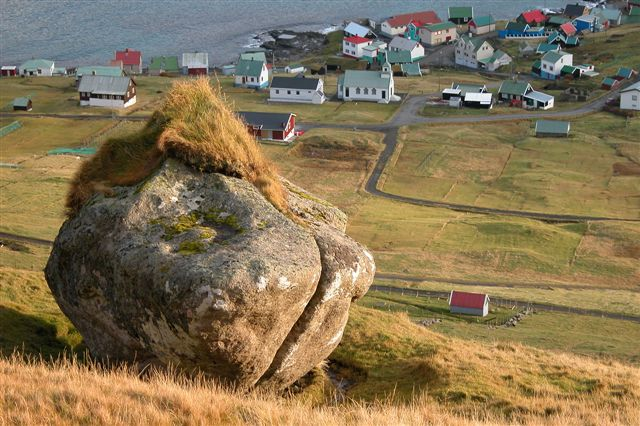
Sandvík

## Geschichte
Der Ort ist schon in der Färingersaga erwähnt, und zwar als Zufluchtsort des färöischen Wikingerhäuptlings Sigmundur Brestisson um 1005, der hier aber sofort vom einheimischen Bauern Torgrímur Illi totgeschlagen wurde.
1349 starben alle Bewohner des Ortes an der Pest. Erst 1816 wurde er von Leuten aus Hvalba wieder besiedelt. Schon seit dem Mittelalter trug Sandvík den Namen Hvalvík („Walbucht“). Da bereits ein anderer Ort der Färöer so heißt und es bei der Postzustellung immer wieder zu Verwechslungen kam, bekam Sandvík 1911 den alten Namen zurück. Bevor 1969 der Tunnel nach Hvalba gebaut wurde, war der Ort nur vom Wasser oder zu Fuß über die Berge erreichbar.

## Sehenswürdigkeiten
Die Kirche von Sandvík wurde 1840 in Froðba errichtet, stand später in Tvøroyri und kam 1908 an ihren heutigen Ort.
Das kleine Dorfmuseum von Sandvík befindet sich in einem typischen alten Haus von 1860.
Eine schmale Straße führt von Sandvík aus an die Westküste der Insel, wo die bekannte freistehende Klippe Ásmundarstakkur (97 m) steht und tausende von Papageitauchern beobachtet werden können.

## Bilder

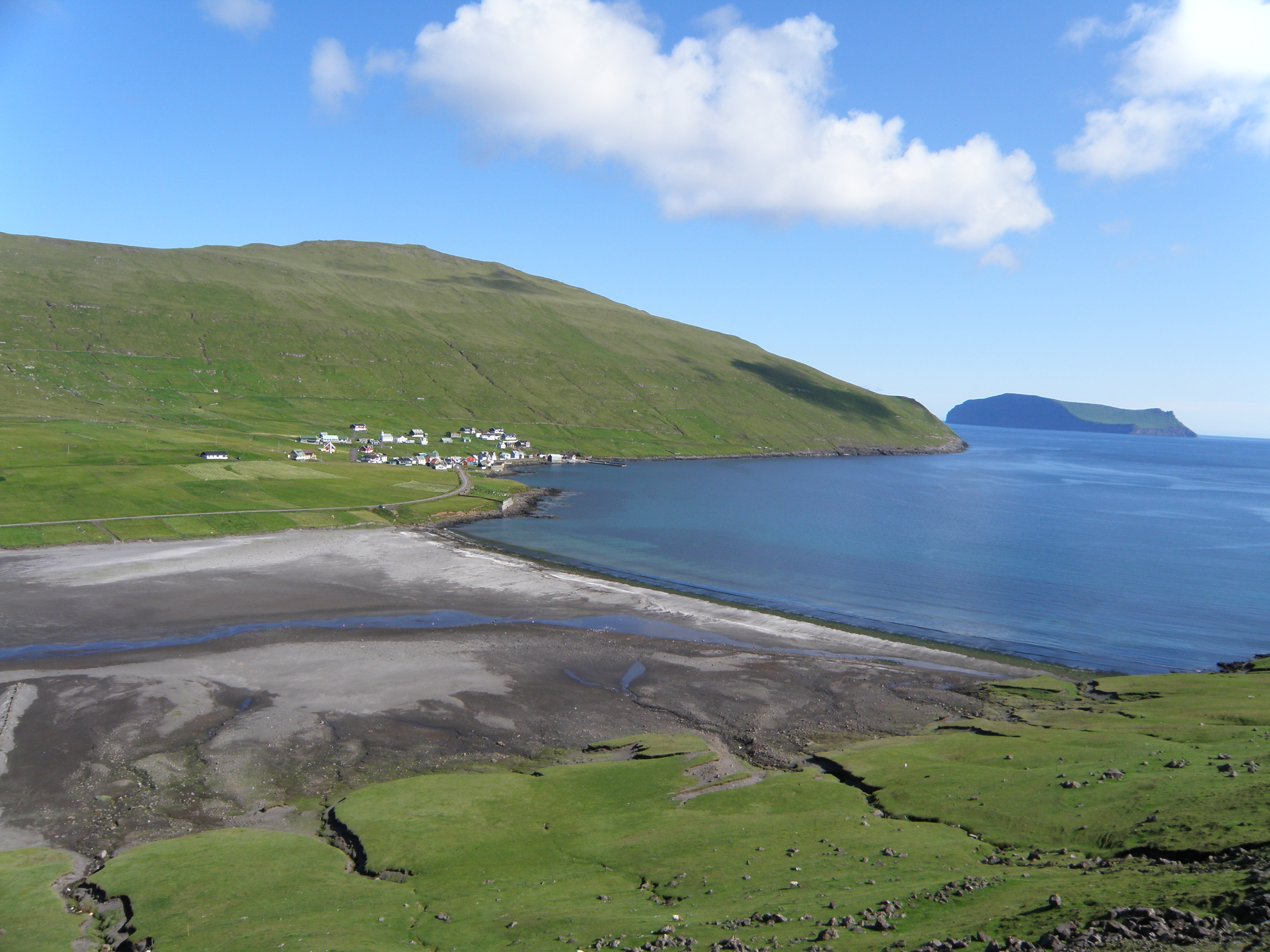
Blick von oben auf Bucht und Dorf.
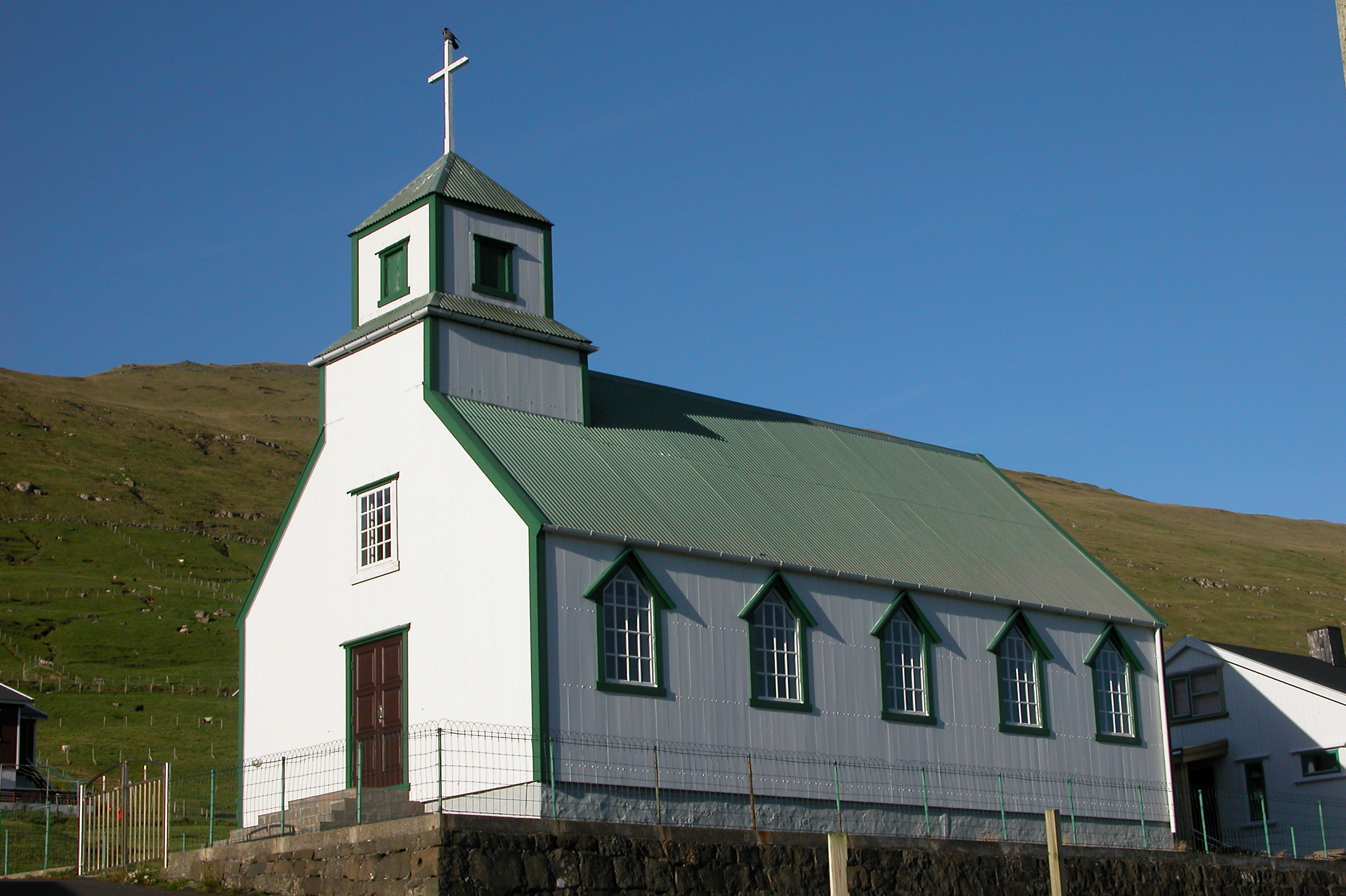
Die Kirche von Sandvík.
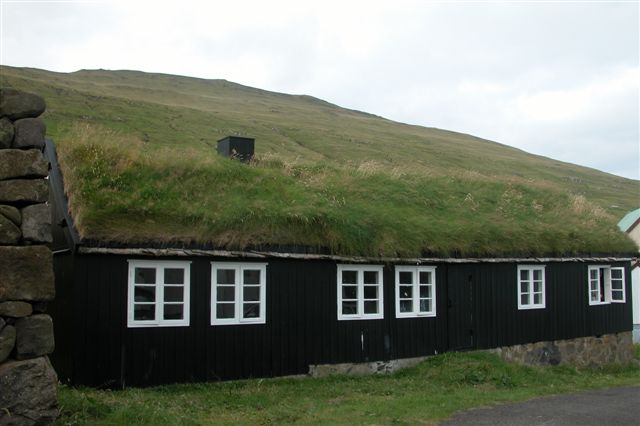
Das Museum im Húsið uttan Ánna.
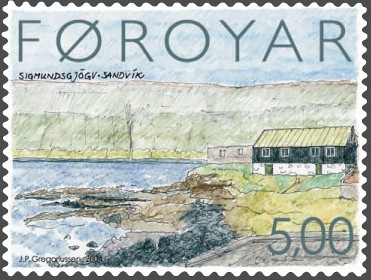
Sigmundsgjógv in Sandvík. Hierher flüchtete der erste färöische Christ Sigmundur Brestisson, und hier wurde er ermordet. Briefmarke von 2004.
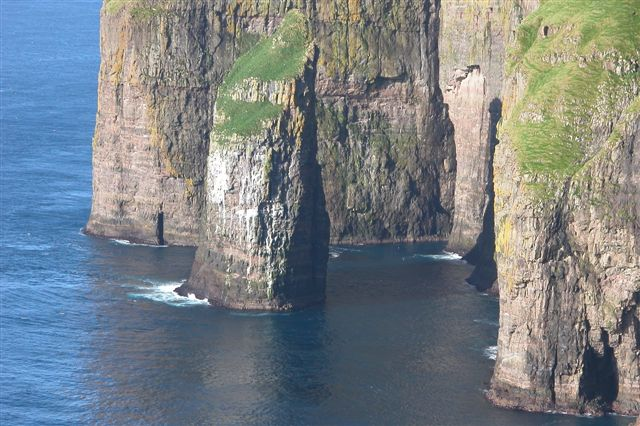
Die bekannte freistehende, 97 m hohe Klippe Ásmundarstakkur.

## Persönlichkeiten
- Martin Joensen (1902–1966), färöischer Schriftsteller
- Steinbjørn Jacobsen (1937–2012), färöischer Dichter und Schriftsteller